# Homme de Florisbad
Homo helmei
L'Homme de Florisbad est le nom donné à un crâne fossile humain partiel, découvert en 1932 par Thomas F. Dreyer à Florisbad (État libre d'Orange), en Afrique du Sud. Le fossile est daté d'environ 260 000 ans avant le présent (AP). Il était associé à une industrie lithique du Paléolithique moyen d'Afrique, autrement appelé Middle Stone Age.
À l'origine attribué par son découvreur à l'espèce Homo helmei, ce spécimen est considéré depuis 2017 comme une forme archaïque de l'espèce Homo sapiens, à l'image des fossiles un peu plus anciens trouvés à Djebel Irhoud (Maroc), et datés en 2017 d'environ 300 000 ans.

## Historique
Thomas F. Dreyer et G. Venter découvrirent les fragments fossiles d'un crâne humain en 1932 à Florisbad, à 45 km au nord-nord-ouest de Bloemfontein, en Afrique du Sud. Thomas Dreyer créa pour eux en 1935 l'espèce Homo helmei. L'épithète spécifique helmei lui avait été donnée en l'honneur du capitaine C. Egerton Helme qui avait apporté son soutien financier aux opérations de fouilles.

## Description
Le crâne de Florisbad original comprend la partie droite de la face, l'essentiel de l'os frontal, une partie du maxillaire, et des fragments de l'occipital et des os pariétaux. Une reconstruction du crâne a été opérée, avec comblement des parties manquantes. Une dent isolée, la troisième molaire supérieure droite, a aussi été trouvée.

Ce fossile a une capacité endocrânienne de 1 400 cm3, comparable aux humains modernes.

## Datation
L'âge du fossile est longtemps resté sous-estimé en raison de l'absence de techniques de datation fiable avant les dernières décennies du XXe siècle.
En 1996, des prélèvements d'émail de la dent isolée ont été soumis à la technique de datation directe par résonance de spin électronique, ce qui a conduit à dater le fossile entre 294 et 224 000 ans (259 +/- 35 ka), soit environ 259 000 ans avant le présent.

## Culture
Le fossile a été découvert parmi un assemblage d'outils du Paléolithique moyen,, période qui démarre en Afrique autour de 400 000 ans avant le présent.

## Faune associée
Le site de Florisbad a aussi produit durant plusieurs décennies de fouilles de nombreux fossiles d'une faune diverse. Les restes de petits vertébrés comme des gerboises, lapins, et autres rongeurs ou reptiles, ont apporté aux chercheurs des informations sur l'environnement de l'Afrique du Sud intérieure au cours du Pléistocène moyen. Les nombreux mammifères trouvés suggèrent l'existence à cette époque d'une forme de prairie avec des ressources en eau dans le voisinage immédiat.

## Analyse
En 2019, une étude des paléoanthropologues français Aurélien Mounier et espagnole Marta Mirazón Larh, publiée dans la revue Nature Communications, a recherché, parmi les plus anciens fossiles africains connus attribués à Homo sapiens, lesquels préfiguraient le mieux la morphologie finalement acquise par l'Homme moderne. Ayant étudié de nombreux crânes fossiles d'hommes modernes, cette étude propose une morphologie virtuelle du dernier ancêtre commun de l'humanité actuelle, et la compare à 5 crânes africains relativement complets datés d'au moins 200 000 ans : Irhoud 1 (Maroc), Florisbad, Eliye Springs (Kenya), Omo Kibish 2 (Éthiopie), et LH 18 (Tanzanie). Le crâne de Florisbad est jugé le plus proche de notre ancêtre virtuel, devant celui d'Eliye Springs,. Cette étude apporte la confirmation finale de l'appartenance de l'Homme de Florisbad à l'espèce Homo sapiens.